# Мос, Яко
Яко Мос (нидерл. Jaco Mos; род. 30 ноября 1960 года, Роттердам, провинция Южная Голландия) — нидерландский конькобежец, специализирующаяся в шорт-треке. Участвовал в зимних Олимпийских играх 1988 года. 3-кратный чемпион мира в эстафете. 

## Биография

### 1981-1987 год
Жако Мос впервые принял участие в чемпионате Нидерландов в 1981 году, а в 1983 стал бронзовым призёром в общем зачёте. На следующий год занял уже второе место в многоборье. В том же 1984 году Жако впервые участвовал на чемпионате мира в Питерборо, где выиграл бронзу в эстафете. На чемпионате мира в Амстердаме в общем зачёте он занял 12 место. В сеэоне 1986/87
годов выиграл в эстафетах две золотые медали на мировых первенствах в Шамони и Монреале. А под конец года выиграл бронзу на национальном чемпионате.

### 1988-1989 год
Чемпионат мира в Сент-Луисе проходил за 2 недели до Олимпиады. Жако Мос взял бронзу на дистанции 1000 метров и серебро в эстафете, после чего началась подготовка к играм. На Зимних Олимпийских играх в Калгари, где шорт-трек был демонстрационным видом спорта, он участвовал на всех дистанциях, но самое высокое 8-е место занял на 3000 метров. А в эстафете Нидерланды в составе Петера ван дер Велде, Чарльза Велдховена, Ричарда Суйтена и самого Жако Моса выиграли золотую Олимпийскую медаль.
Последнюю свою победу Мос отпраздновал в английском Солихалле на чемпионате мира, где взял золото эстафеты.